# Llambilles
Llambilles település Spanyolországban, Girona tartományban. Llambilles Quart, Cruïlles, Monells i Sant Sadurní de l'Heura, Cassà de la Selva, Campllong és Fornells de la Selva községekkel határos. Lakosainak száma 730 fő (2024).

## Népesség
A település népessége az elmúlt években az alábbi módon változott:
| Lakosok száma | 299  | 522  | 466  | 383  | 430  | 522  | 678  | 738  | 696  | 730  |
|               | 1717 | 1887 | 1936 | 1960 | 1986 | 2004 | 2009 | 2014 | 2019 | 2024 |